# Коллекционирование видеоигр
Коллекционирование видеоигр — это хобби коллекционирования видеоигр и относящихся к ним предметам (консоли, аксессуары, постеры, фигурки и др.)

## Отбор игр
- Подделки и пиратские игры почти никогда не коллекционируются, так как они произведены нелегально и не имеют ценности (это не относится к собственным играм сторонних разработчиков)[1][нет в источнике]. В тех странах, где официально никогда не выходила та или иная приставка, напротив, распространено коллекционирование именно пиратских игр.
- Многие коллекционеры покупают игры в любом виде (даже если игра была в употреблении и диск или картридж продаются без инструкции и коробки). Другие покупают только новый товар, игнорируя подержанные игры[источник не указан 3374 дня]. Некоторые покупают бывшие в употреблении игры, но только при условии наличия полного комплекта[2].
- Многие коллекционируют игры, не обращая внимания на рынок, для которого произведена игра. Другие покупают игры только для своего рынка (например, для Европейцев это PAL-версии, для Американцев — NTSC), а импортируют только те игры, которые в их регионе не выходили[3][нет в источнике].
- Некоторые коллекционеры фокусируются преимущественно на игры для одной из консолей (например, NES, Mega Drive, PlayStation), другие — на целый ряд консолей (на их выбор часто влияет фактор ностальгии)[источник не указан 3374 дня]. Многие[нет в источнике] коллекционеры собирают игры сразу на все консоли[4].
- Некоторые коллекционеры не покупают сборники/переиздания/уценённые версии игр, отдавая предпочтения оригиналам[5].
- Некоторые коллекционеры берут в коллекцию только качественные, по их мнению, игры[источник не указан 3374 дня].

## Ценность игр
Для коллекционеров наибольшую ценность имеют игры, которые являются редкими и те, которые трудно заполучить. Обычно, чем больше времени прошло со времени выхода игры, тем ценнее она для коллекционера. Ограниченные издания (Limited Editions) ценятся ещё больше. Самыми ценными являются уникальные игры, например, с автографом одного из разработчиков на диске или бета-версии игр, часто существующие в одном экземпляре. Стоимость таких игр может достигать десятков тысяч долларов.
Примером ценных игр на NES может быть Nintendo World Championships (96 серых картриджей и 20 золотых) и Stadium Events (200 картриджей).